# ادروئیک

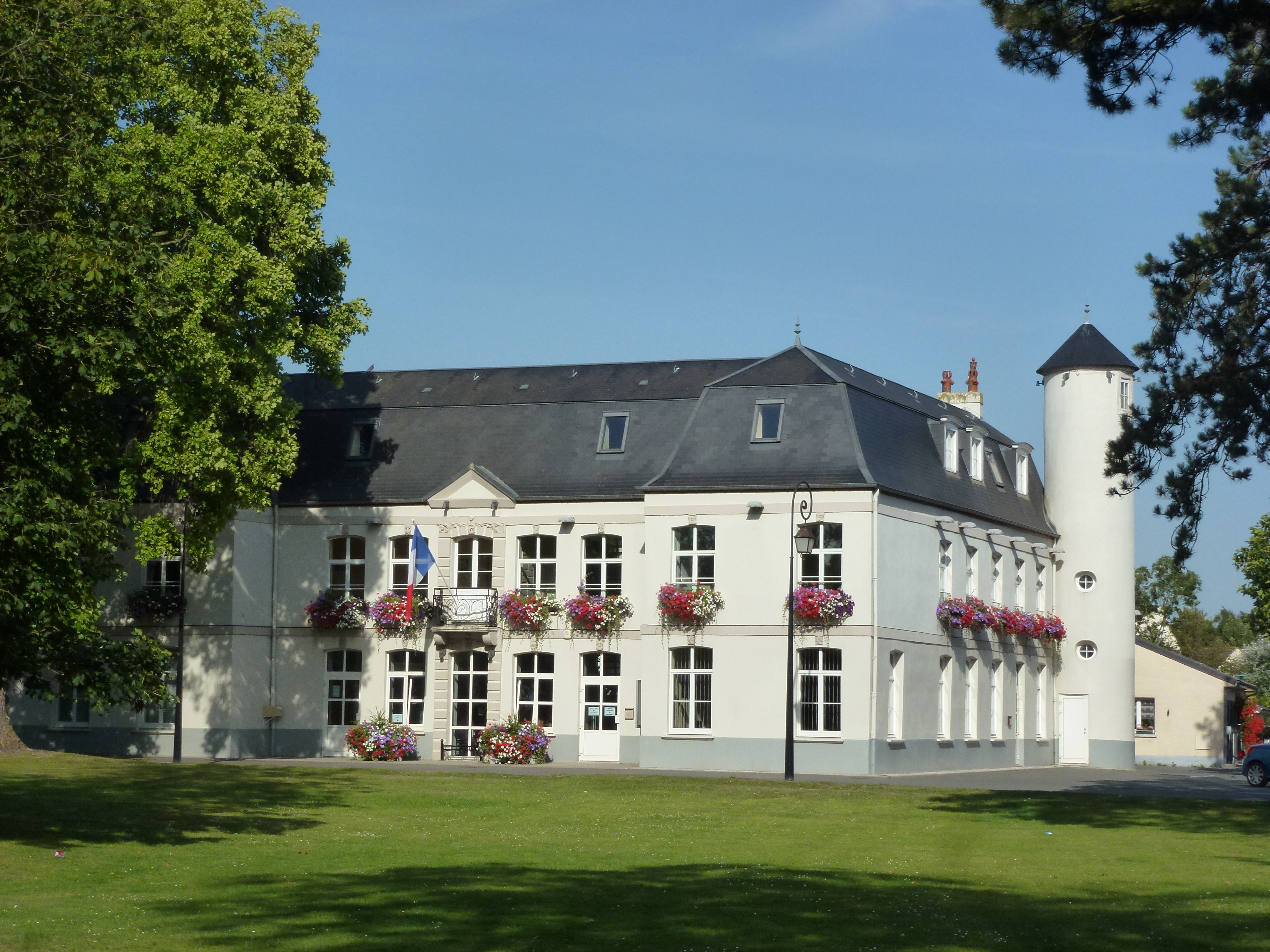
تلار شهر ادروئیک

ادروئیک (به فرانسوی: Audruicq) یک کمون در فرانسه است که در پا-دو-کاله واقع شده‌است.

## خصوصیات
ادروئیک ۱۴٫۴۴ کیلومترمربع مساحت و ۴٬۷۴۱ نفر جمعیت دارد و ۱۰ متر بالاتر از سطح دریا واقع شده‌است.